# Florian Ceynowa

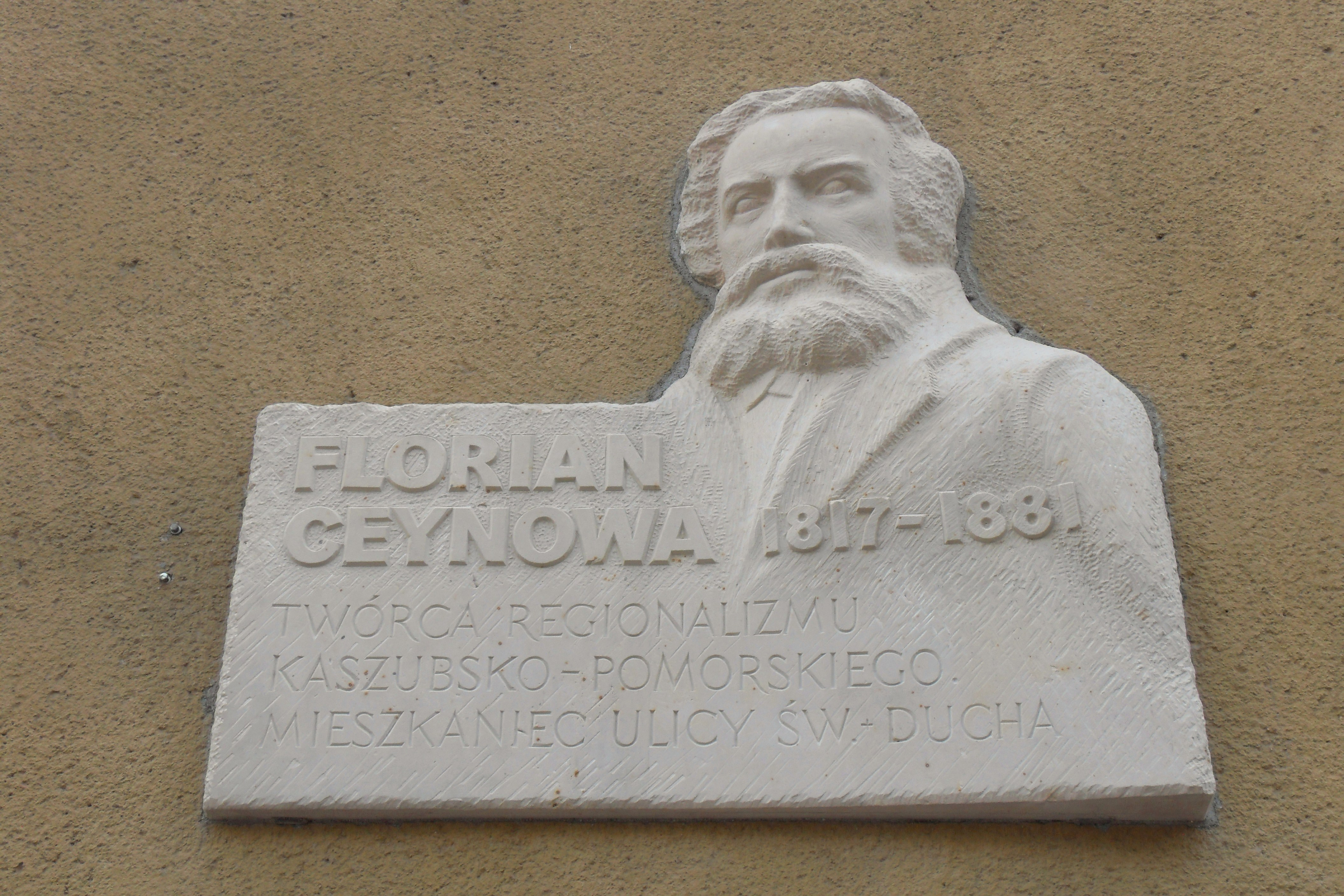
Florian Ceynowa. Gedenktafel mit Porträtrelief an seinen Wohnhaus in Danzig, ulica Świętego Ducha 48

Florian Stanislaw Ceynowa (kaschubisch Florión Cenôwa; * 4. Mai 1817 in Slawoschin, Kreis Neustadt, Westpreußen; † 26. März 1881 in Bukowitz, Kreis Schwetz, Westpreußen) war ein kaschubischer Schriftsteller und Bürgerrechtler.

## Leben
Der Sohn von Wojciech Ceynowa (Bauer, irrtümlich oft als Dorfschmied beschrieben) und Magdalena geb. Pienczen (aus der Nähe von Lauenburg in Pommern) nahm nach der Grundschule den Besuch des Gymnasiums in Konitz von 1831 bis 1841 auf. Es folgte ein Studium der Philosophie, ab 1842 der Medizin in Breslau, ab Wintersemester 1843 in Königsberg (Preußen).
Unter dem Einfluss des Polen Ludwik Mieroslawski im Februar 1846 erfolgte eine Teilnahme an einem gescheiterten antideutschen Aufstand in Preußisch Stargard/Westpreußen. Nach der Flucht am 6. März 1846 wurde er in Karthaus/Westpreußen festgenommen. Am 17. November 1847 wurde Ceynowa in Moabit als Rädelsführer zum Tode verurteilt, aber im Zuge der Märzrevolution 1848 durch den preußischen König Friedrich Wilhelm IV. begnadigt und freigelassen.
1851 erfolgte in Berlin die Promotion zum Doktor der Medizin, aber wegen Missbrauchs des ärztlichen Vertrauensverhältnisses gegenüber einer jungen weiblichen Patientin an seiner ersten Stelle in Bukowitz erhielt er dauerhaftes Berufsverbot. Ceynowa lebte danach von Einkünften als Landwirt, praktizierte aber weiterhin nebenher unerlaubt als Arzt. Er veröffentlichte 1843 seine erste Kurzgeschichte in reinem Kaschubisch und auf Deutsch: Die Germanisierung der Kaschuben.
Ceynowa war überhaupt der erste Verfasser, der kaschubisch schrieb. Er entwickelte eine eigenständige kaschubische Schriftsprache, um von der bis dahin verwendeten polnischen Schriftsprache unabhängig zu werden. Er wandte sich im gleichen Maße gegen eine Germanisierung wie gegen eine Polonisierung der Kaschuben („sprecht lieber reines Kaschubisch als verdorbenes Polnisch“, 1850).
Von ihm stammt auch das in Polen berühmte Zitat: „Kaschuben sind Pomoranen, aber nicht jeder Pomorane ist ein Kaschube“.

## Werke
- De terrae Pucensis incolarum superstitione in re medica: dissertatio inauguralis medica / quam … publice defendet auctor Florianus Ceynowa. Schlesinger, Berlin 1851, keine ISBN.
- Xażeczka dlo Kaszebov przez Wòjkasena. Danzig 1850, keine ISBN.
- Die Germanisierung der Kaschuben. Von einem Kaschuben, Jahrbücher für slawische Literatur, Kunst und Wissenschaft. I. Jahrg. 1843
- Kile słov wó Kaszebach e jich zemi przez Wójkasena. Tudzież rzecz o języku kaszubskim ze zdania sprawy Prajsa. Krakau 1850.
- Trze rosprave. Przez Stanjisława ; wóros Kile słóv wó Kaszebach e jich zemji przez Wójkasena. Nak. Ksi. i Czcion. pod Sową, Krakau 1850.[2]
- Kile słov wó Kaszebach e jich zemi przez Wójkasena (…). Tudzież rzecz o języku kaszubskim ze zdania sprawy Prajsa. Krakau 1850.
- Dmitrievič Duličenko und Werner Lehfeldt (Hrsg.): Kurze Betrachtungen über die kaßubische Sprache, als Entwurf zur Grammatik (= Abhandlungen der Akademie der Wissenschaften zu Göttingen, Philologisch-Historische Klasse; Folge 3, Nr. 229). Vandenhoeck & Ruprecht, Göttingen 1998,  ISBN 3-525-82501-3.
- Mały zbiór wyrazów kaszubskich maja̜cych wie̜ksze podobieństwo w je̜zyku rosyjskim aniżeli w je̜zyku polskim. (Kaschubisch) (Danzig: 11850), Hanna Popowska-Taborska (Hg.), in: Uwagi o Kaszubszczyźnie, Jerzy Treder (Hrsg.) im Auftr. des Muzeum Piśmiennictwa i Muzyki Kaszubsko-Pomorskiej, Wejherowo: Muzeum Piśmiennictwa i Muzyki Kaszubsko-Pomorskiej, 22001, (=Biblioteka kaszubska), ISBN 83-91163-86-5 / 83-88487-75-2.
  - Parallelsachtitel: Eine kleine Sammlung kaschubischer Wörter, welche eine größere Ähnlichkeit mit rußischen als mit der polnischen Sprache haben.
- Sbjor pjesnj svjatovih, ktòre lud skovjanjskj vkròlestvje pruskjm spjevacj lubj, vidal. J. Hauste, Schwetz 1878, keine ISBN.
- Sto frartovek a potudrovéj czéscj Pomorza Kaszubśkjego, osoblivje z zjemj Svjeckjèj, Krajmi, Koczevja i Boròv. Schwetz: o. J., keine ISBN.
- Zarés do Grammatikj Kaŝébsko-Słovjnskjè mòvé. Simon, Posen 1879, keine ISBN.
  - Parallelsachtitel: Entwurf zur Grammatik der kassubisch-slovinischen Sprache.